# Насау (линеен кораб, 1908)
Насау (на немски: SMS Nassau) е първият линеен кораб-дредноут на Германския императорски военноморски флот, главен кораб на серията дредноути от типа „Насау“.

## Строителство
Той е построен като отговор на британския кораб от нов тип – „Дредноут“. Заложен е на 22 юли 1907 г. във Вилхелмсхафен, спуснат на вода на 7 март 1908 г. – 25 месеца след спускането на вода на „Дредноут“. „Насау“ е главния кораб на типа, към който също се отнасят линкорите „Позен“, „Рейнланд“ и „Вестфален“.

## Служба
В началото на Първата световна война се намира в Северно море в състава на 2-ра дивизия на 1-ва линейна ескадра на германския Флот на откритото море.
През август 1915 г. участва в битката в Рижкия залив, среща се в боя с руския линкор „Слава“.
След завръщането си в Северно море, „Насау“ и другите кораби от класа му участват в Ютландското сражение от 31 май – 1 юни 1916 г. По време на боя се сблъсква с британския разрушител „HMS Spitfire“. На кораба са убити 11 души и 16 са ранените, двата кораба получават сериозни повреди на корпуса.
След завършването на войната по-голямата част от Флота на Откритото море е интернирана в Скапа Флоу. Бидейки най-старите германски дредноути, корабите от типа „Насау“ за известно време остават в немски пристанища.
След потопяването на германския флот в Скапа Флоу корабите от типа „Насау“ са предадени на страните-победители в замяна на загубените от тях кораби по време на войната. „Насау“ е предаден на Япония през април 1920 г.
Като не намират употреба на стария кораб, японците го продават на британска фирма за скрап, след което кораба е разкомплектован в Дордрехт, Нидерландия.